# Million Years Ago
Million Years Ago est une chanson d'Adele parue sur son troisième album 25 en 2015.
Adele est accusée d'avoir plagié la chanson « Acılara Tutunmak » de Ahmet Kaya,,. 
La chanteuse est aussi accusée d'avoir plagié la chanson « Hier Encore », de Charles Aznavour, sortie en 1964. En effet, les premières notes de Million Years Ago rappellent celle du morceau d'Aznavour. Toutefois, les avis sont nuancés, certains voient dans cette ressemblance un hommage au chanteur français,,,.  

## Classements
| Classement                              | Meilleure position |
| --------------------------------------- | ------------------ |
| Allemagne (Media Control AG)            | 74                 |
| Belgique (Flandre Ultratop 50 Singles)  | 48                 |
| Belgique (Wallonie Ultratop 50 Singles) | 46                 |
| Espagne (PROMUSICAE)                    | 25                 |
| France (SNEP)                           | 42                 |
| Royaume-Uni (UK Singles Chart)          | 64                 |